# Patrice Tirolien
Patrice Tirolien (* 17. März 1946 in Grand-Bourg, Guadeloupe; † 23. November 2019) war ein französischer Politiker der Parti socialiste. Er war von 1995 bis 1997 Abgeordneter in der Nationalversammlung. 2009 bis 2014 war Tirolien Abgeordneter im Europäischen Parlament.

## EU-Abgeordneter
Tirolien war Stellvertretender Vorsitzender in der Delegation in der Paritätischen Parlamentarischen Versammlung AKP-EU. 
Er war Mitglied im Entwicklungsausschuss und in der Delegation im Parlamentarischen Ausschuss Cariforum-EU. 
Als Stellvertreter war er im Ausschuss für regionale Entwicklung.